# Ван Хеге, Луи
Луи Ван Хеге (нидерл. Louis Van Hege; 8 мая 1889, Уккел — 24 июня 1975, Уккел), в Италии играл под именем Луиджи Ван Хег (итал. Luigi Van Hege) — бельгийский футболист, игрок сборной Бельгии, золотой медалист Олимпиады 1920 в Антверпене. Помимо футбола занимался бобслеем. На клубном уровне был капитаном клуба «Милан» в течение двух сезонов.

## Карьера
Луи Ван Хеге родился 8 мая 1889 года в коммуне Уккел, находящейся в Брюссельском столичном регионе.
В возрасте 11-ти лет Ван Хеге пришёл в клуб «Юнион Сэнт-Жийуаз», где в течение 6 лет играл в молодёжном составе команды. В 1906 году Ван Хеге дебютирует в основном составе клуба и быстро становится незаменимым футболистом «Юниона», а вскоре и одним из самых популярных футболистов Бельгии.
В 1910 году «Юнион» совершает большое европейское турне. В Италии он проводит матч с клубом «Милан», недавно отметившим 10-летний юбилей, в котором  бельгийский клуб победил 2:0.  Сам Ван Хеге в матче участия не принимал, но, несмотря на это, в тот же год вместе со своими партнёрами Максом Тобиасом и Роже Пьерардом, Ван Хаге, слава которого докатилась и до Италии, переходит в «Милан», в котором дебютирует 27 ноября 1910 года в матче с клубом «Дженоа». В первый же сезон в клубе Ван Хаге становится лидером команды, забив 19 мячей в 16-ти матчах, а сам Милан занял второе место во второй группе, уступив лишь будущему чемпиону «Про Верчелли». В клубе Ван Хаге прозвали Бледный стрелок из-за бледного цвета его лица и действий на поле, включавших прекрасный дриблинг и мощный и точный удар. Ван Хаге забивал помногу: в сезоне 1911—1912 он забил 18 голов в 17 матчах, а в сезоне 1912—1913 17 голов в 18-ти играх. В товарищеском матче, посвященном открытию стадиона клуба «Болонья», Ван Хаге забил хозяевам поля 7 мячей (матч закончился со счётом 7:0). В сезоне 1913—1914 Ван Хаге принял капитанскую повязку клуба, взамен ушедшего в «Интернационале» Джузеппе Рицци. Несмотря на то, что в начале-середине 1910-х годов «Милан» не блистал, довольствуясь местами вверху турнирной таблицы, но не выигрывая чемпионатов, Ван Хеге был одним из лучших нападающих в чемпионате Италии, что он постоянно доказывал, забив 21 гол в 17 матчах в сезоне 1914—1915 и 22 гола в 20 матчах в сезоне 1915—1916, всего же в 91 матче он забил 98 мячей (в чемпионате — 97 мячей в 88 матчах), более одного гола за матч. Последний раз бельгиец сыграл в составе «Милана» в матче на кубок региона Ломбардии 10 декабря 1916 год с клубом «Энотрия». Известен Ван Хаге был ещё и тем, что, выходя из офиса «Милана» и отправляясь на тренировку команды, он, одетый в пиджак и галстук, всегда добегал до тренировочного поля быстрее, чем до него доходил трамвай. Во время первой мировой войны, в 1916 году Ван Хаге вернулся на родину в Бельгию, где проводил товарищеские матчи за свой бывший клуб «Юнион Сэнт-Жийуаз» против сборной Италии и «Милана», а деньги от сборов отправлял на нужды благотворительности.
В сборной Бельгии Ван Хеге провёл 29 матчей и забил 11 мячей, он был частью команды, которая выиграла в 1920 году золото Олимпиады (на этом турнире Ван Хаге забил один мяч в полуфинале с командой Нидерландов). Свой первый матч он сыграл 9 марта 1919 года с командой Франции (2:2), а первый официальный матч Ван Хаге провёл в составе национальной команды 17 февраля 1920 года с англичанами, в котором Бельгия была сильнее — 3:1. Последняя официальная игра Ван Хаге состоялась 29 мая 1924 года с командой Швеции на Олимпиады 1924 в Париже, в этой игре бельгийцы были разгромлены скандинавами 1:8, через месяц в 10 июня в товарищеском матче-реванше Бельгия — Швеция, уже бельгийцы победили 5:0, этот матч стал последним для Ван Хаге в футболке национальной команды.
Помимо футбола Ван Хаге был бобслеистом, он участвовал на Олимпиаде 1932, где занял 9-е место.
По окончании карьеры футболиста, Ван Хаге работал в представительстве Пирелли в Бельгии, фирмы, занимающейся производством автомобильных шин, хозяин которой был президентом «Милана». Скончался Ван Хеге 24 июня 1975 года в родном Уккеле.

## Достижения
- Золотой медалист Олимпиады: 1920

## Статистика выступлений в чемпионате Италии
| Сезон     | Статистика | Статистика |
| Сезон     | Игры       | Голы       |
| --------- | ---------- | ---------- |
| 1910-1911 | 16         | 19         |
| 1911-1912 | 17         | 18         |
| 1912-1913 | 18         | 17         |
| 1913-1914 | 17         | 21         |
| 1914-1915 | 20         | 22         |
| Всего     | 88         | 97         |